# بابو اونگندا
بابو اونگندا (انگلیسی: Bobo Ungenda؛ زادهٔ ۱۹ نوامبر ۱۹۸۹) بازیکن فوتبال است.
از باشگاه‌هایی که در آن بازی کرده‌است می‌توان به اشاره کرد.
وی همچنین در تیم ملی فوتبال جمهوری کنگو بازی کرده‌است.